# Torrent del Molí del Menut
El torrent del Molí del Menut és un torrent que discorre pel terme municipal de Talamanca, de la comarca del Bages.
Es forma a llevant de la Roca Giberta, als Cingles de l'Estoviada, des d'on baixa cap al sud-oest per abocar-se en la riera de Talamanca al costat de migdia del Molí del Menut.